# Астон Мартин
Астон Мартин Лагонда Лимитид (на английски: Aston Martin Lagonda Limited) е британски производител на луксозни спортни автомобили. Основан е през 1913 г. в Лондон от Лайнъл Мартин и Робърт Бамфорд. От 12 март 2007 г. компанията е собственост на консорциум, съставен от Дейвид Ричардс, председател на Продрайв, Джон Сайндърс, колекционер на автомобили от марката, и две кувейтски инвестиционни компании – Инвестмънт Дар и Адийм Инвестмънт. Сделката е оценена на 479 милиона паунда (924 милиона щатски долара), като предишният собственик Форд запазва дял под формата на преференциални акции от специален клас в размер на 77 милиона щатски долара. През годините Астон Мартин става известен с ръчното производство на автомобилите и малкото произвеждани екземпляри – през 2006 г. фабриката напуска едва тридесетхилядният Астон Мартин. Едва в последните години годишното производство се покачва, а през 2008 г. моделът Астон Мартин V8 Вантидж става най-продаваният в историята на фирмата с 10.000 екземпляра само за три години.

## История

### Основаване
През 1912 г. Лайнъл Мартин и Робърт Бамфорд започват заедно да продават автомобили Сингер в Лондон, като фирмата им се нарича Бамфорд & Мартин. Година по-късно двамата решават да произвеждат собствена марка изтънчени автомобили. Кръщават я Астон Мартин – на Лайнъл Мартин и на автомобилното състезание по планинско изкачване Астон Хил, където Мартин постига успешен резултат. Често срещаното твърдение, че Мартин е спечелил това състезание не отговаря на истината по думите на самия състезател:
| „ | След като обсъдихме всички познати нам цветя, диви животни, птици и риби, се замислихме за наименованията на места. Тъй като моят Сингер спечели точка или две на планинското изкачване край Астон Клинтън, възторжено решихме да използваме първата дума от наименованието, а към него прикачихме скромното ми фамилно име. | “ |

Лайнъл Мартин формулира представата си за автомобил Астон Мартин по следния начин:
| „ | Качествен автомобил с добри технически характеристики и външен вид: автомобил за изискания шофьор, който обича да шофира бързо; замислен, развит и изработен така, че да се отличава от другите. | “ |

За своя база Мартин и Бамфорд придобиват помещения в лондонския квартал Кенсингтън. Двамата монтират четирицилиндров двигател Ковънтри-Симплекс върху шаси от състезателен автомобил Изота-Фраскини модел 1908 г. Първият прототип е готов през 1915 г. и получава прякора Coal Shuttle (Совалка за въглища), но Първата световна война проваля началото на серийното производство. Мартин се присъединява към Английското адмиралтейство, Бамфорд – към Интендантството (RASC), а оборудването на работилницата е продадено на Сопуит Авиейшън Къмпани.

### Годините между двете войни
След края на войната компанията е възродена и е проектиран нов модел. През 1920 г. Робърт Бамфорд напуска Астон Мартин, а издръжката на фирмата е поета от автомобилния състезател граф Луис Зборовски. През 1922 г. са произведени състезателни болиди за участие на Голямата награда на Франция, които поставят световни рекорди за скорост и издръжливост на пистата Бруклендс – Зборовски поддържа средна скорост от 122 км/ч. През 1924 г. той умира при катастрофа по време на Голямата награда на Италия на пистата Монца. Мартин затъва във финансови затруднения, което води до фалит на фирмата. През 1924 г. тя е закупена от лейди Чарнуд, която назначава сина си Джон Бенсън в ръководството. Година по-късно обаче се стига до нов фалит и заводът затваря врати през 1926 г., а Лайнъл Мартин напуска. По-късно през същата година Бил Ренуик, Огъстъс Бертели и други богати инвеститори, сред които и лейди Чарнуд, поемат компанията и я преименуват на Астон Мартин Моторс. Заводът вече се помещава в бившата фабрика на Уитхед Еъркрафт във Фелтъм, недалеч от Лондон. Ренуик и Бертели са партньори от години и са разработили четирицилиндров двигател с горен разпределителен вал с патентованата от Ренуик горивна камера. Двамата плануват да продадат лиценза на производители на двигатели, но решават да използват репутацията на Астон Мартин и да започнат да произвеждат напълно нов модел автомобил.
Между 1926 и 1936 г. Бертели е технически директор на компанията и е автор на дизайна на всички модели, появили се през този период. Те са известни като Колите на Бертели – като например Интернешънъл, Льо Ман, МКІІ и др. Самият Бертели е запален състезател и често участва на състезания с изработените от него автомобили. Като цяло, болидите на Астон Мартин постигат редица добри резултати на състезания от ранга на 24-те часа на Льо Ман и Миле Миля. Под ръководството на Бертели компанията възвръща добрите си позиции, но и той няма достатъчно средства, за да я издържа и затова тя преминава в ръцете на заможния сър Артър Съдърланд. През 1936 г. е взето решение за оттегляне на заводския отбор от автомобилния спорт и за наблягане на разработването на шосейни автомобили. Същата година Бертели напуска компанията. Той е считан за човека, дал облика на Астон Мартин в ранните години на състезателната история на фирмата.
В годините до началото на Втората световна война продукцията на Астон Мартин е в малък мащаб – произведени са общо около 700 автомобила, което прави един автомобил на всеки две седмици, а рекордът за най-много бройки е 140 през 1937 г. През 1939 г. е представен авангардният прототип Атом с футуристичен обтекаем дизайн и независимо окачване, но до серийно производство не се стига. Въпреки това този прототип допринася за благополучното развитие на фирмата след войната, защото Дейвид Браун решава да купи Астон Мартин след като кара този модел. Любопитен момент от историята на фирмата през тези години е основаването на един от първите фенклубове на автомобилна марка в света през 1935 г. – Aston Martin Owners Club.

### Ерата на Дейвид Браун

#### Успехи на пистата
През 1947 г. Астон Мартин е закупен от британския предприемач Дейвид Браун, натрупал богатството си благодарение на фирмата си за производство на трактори и части за тях, за сумата от 20.500 паунда, почти с 10.000 паунда по-евтино от обявената в обявата цена. Същата година за 52.500 паунда Браун придобива и Лагонда, друг британски производител на спортни автомобили, известен най-вече с добрите си двигатели, и двете компании започват да споделят ресурси и поточни линии, а новото название на фирмата е Астон Мартин Лагонда. Основната цел на Дейвид Браун е да създаде нови модели и заедно с останалите в управата Съдърланд и конструкторът Клод Хил представя през 1948 г. модела 2 Литра Спортс (на базата на прототипа Атом), неофициално наричан и DB1 (инициалите на Браун), който поставя началото на успешната серия модели DB. Подновено е и участието на Астон Мартин на автомобилни състезания – през 1949 г. DB1 печели победа в своя клас на 24-те часа на Льо Ман. Браун иска да замени предвоенния двигател на Бертели и в представения през 1950 г. модел DB2 използва популярния 2.6-литровия шестцилиндров агрегат на Лагонда. DB2 се превръща в един от най-успешните модели на марката на състезателните писти, като в дебютната си година печели победа в клас до 3000 кубика и 5-о и 6-о място в общото класиране на 24-те часа на Льо Ман, а година по-късно – тройна победа в клас до 3000 кубика и 3-то, 5-о и 7-о място в генералното класиране.
През 1951 и 1953 г. се появяват състезателните модели DB3 и DB3S. Те са предназначени само за състезания, но въпреки това използват много компоненти от модела DB2. DB3 е дело на Роберт Еберан фон Еберхорст, бивш инженер в Ауто Унион и Порше. DB3 не постига впечатляващи успехи (2-ро, 3-то и 4-то място на Production sports car race на Силвърстоун и победа на деветчасовото състезание на Гудууд) поради недостиг на мощност и голямото си тегло, затова е взето решение да бъде създадена олекотената версия DBS3 (30-те произведени бройки участват като автомобили на заводския отбор на общо 35 състезания, печелейки 15 победи, 13 втори (включително на Льо Ман през 1955 г.) и 7 трети места). Наследник на тези модели е DBR1. Това е един от най-успешните състезателни модели на Астон Мартин. Той печели общо осем победи като част от заводския отбор (24-те часа на Льо Ман през 1959 г., 1000 км на Нюрбургринг през 1957, 1958 и 1959 г., Спа Спортскар Рейс и Спа Гран При през 1957 г., Гудууд Турист Трофи през 1958 и 1959 г.) и една на Руен Гран При през 1960 г., пилотиран от частен състезател. Освен това триумфира в общото класиране в сериите Уърлд Спортскар Чемпиъншип.

#### Италианска визия – DB4, DB5, DB6
През 1954 г. започва работата по истинския наследник на DB2 – Астон Мартин DB4, а моделът е представен през 1958 г. В годините между края на производството на DB2 и началото на производството на DB4 на пазара са пуснати модифицирани версии на DB2 – DB2/4 и DB Марк II. DB4 се различава от предшествениците си – каросерията е изработена от италианската компания Кароцерия Туринг и е тип суперледжера (супер лека) – изградена от стоманена тръбна решетка, покрита с алуминиеви панели, което допринася за ниското ѝ тегло. Благодарение на конструкторите от Милано автомобилът добива континентален вид, което е прието добре от хората при представянето му на Острова. Двигателят е шестцилиндров 3.7-литров и също е нова разработка. Колата е определена за шедьовър на британската инженерна мисъл и италианския стил. Важен момент в историята на Астон Мартин е закупуването на производителя на каросерии Тикфорд от малкото градче Нюпорт Панел, 8 км северно от Милтън Кийнс. Производството на автомобили е преместено в тамошната фабрика и продължава до средата на 2007 г. Следва кратка авантюра във Формула 1 през сезон 1959 и 1960 с модела DBR4, където Дейвид Браун иска успехите от 24-те часа на Льо Ман да продължат, но пилотите Рой Салвадори, Карол Шелби и Морис Трентинян не успяват да се класират по-напред от двете шести места в общо пет състезания от официалния календар и едно второ място от две участия на състезания от Формула 1, които не са част от официалния календар. През 1963 г. Астон Мартин се оттегля автомобилните спортове и Дейвид Браун си поставя нова цел – да утвърди компанията като производител на качествени шосейни автомобили.
От серията DB4 идва и най-желаният от всички колекционери модел на Астон Мартин. Това е DB4 GT Загато. Това е подобрена версия на суперлекия DB4 GT. Мнозина считат DB4 GT Загато за най-великия шосеен автомобил на марката и за най-красивия дизайн на италианската фирма за каросерии Загато. Дизайнът е дело на новака в Загато Ерколе Спада. Благодарение на Загато автомобилът става още по-малък и по-лек от DB4 GT – след премахването на всички „ненужни“ части и подмяната на много от стоманените части с алуминиеви, теглото на DB4 GT Загато става 1225 кг – с 45 кг по-леко от DB4 GT и с 83 кг по-леко от нормалния DB4. Продукцията на автомобила обаче значително го оскъпява, защото всяко шаси се изпраща в Милано, където се монтира каросерията и след това се връща във Великобритания за довършителните работи. Запланувани са 25 бройки, но поради слабото търсене са произведени едва 20, от които до днес са оцелели 19. В днешни дни тези числа обаче означават, че това е моделът на Астон Мартин с най-малко произведени бройки и съответно най-търсеният и най-трудно достъпният. През януари 2005 г. един DB4 GT Загато е продаден на търг за 2.695.000 щатски долара. През 1991 г. в Астон Мартин решават да използват четири определени, но неизползвани номера на шасита за направата на нови DB4 GT Загато и изпраща в Италия четири шасита, преработени от DB4 на DB4 GT, за да им бъдат монтирани каросерии. Новите „стари“ автомобили, наречени Sanction 2, са идентични с оригиналните модели, но имат някои съвременни промени за да бъдат по-лесни за управление.
Следващият модел от поколението DB – Астон Мартин DB5 се превръща в един от най-известните и най-харесваните автомобили на компанията. Той излиза през 1963 г. и успява да постигне целта на Дейвид Браун, въпреки че на външен вид не се различава особено от петата серия DB4 Вантидж. Основната промяна е в новия 4-литров двигател, електрически стъкла и предлаганата като опция петстепенна скоростна кутия. Огромна популярност моделът добива след участието си във филмите за Джеймс Бонд. Първата му поява е в Голдфингър от 1964 г., въпреки че в едноименния роман от 1959 г. авторът Иън Флеминг дава на Бонд DB Марк III. За филма са използвани два автомобила – прототипът на DB5 купе, който е оборудван с различни оръжия и приспособления и един нормален за сцените с шофиране. Поради големия интерес за различни промоции зса оборудвани още два автомобила, единиято от които е продаден на търг през 2006 г. за 2.090.000 щатски долара. Прототипът е откраднат през 1997 г. и още не е намерен. Същите две коли от Голфингър участват и в Тъндърбол (1965), а други от същия модел – в Златното око (1995), Винаги ще има утре (1997) и Казино Роял (2006). Успешното участие на автомобила в Голфингър и Тъндърбол води до 1021 продажби за само две години. Префасониран DB5 дава началото на нов клас автомобили – шутинг брейк. Дейвид Браун е запален авджия и играч на поло, а проблемът с неговия DB5 е, че не му предлага достатъчно място за превоз на ловджийските принадлежности, екипировката за поло и кучетата и затова поръчва на завода да превърне едно купе в комби с три врати.
През 1965 г. е представен моследният модел от генерацията, започнала с DB4. Това е DB6 – първият истински четириместен Астон Мартин. На пръв поглед този модел не се различава от предшествениците си, но промените са много. Междуосието е увеличиено с 10 см, а линията на покрива е повдигната с 5 см, което допринася за повече място за краката и главите на хората на задната седалка; конструкцията на каросерията вече не е тип суперледжера, а се състои предимно от огънати метални листове; задницата на колата вече е тип камбек (отсечена) и др. Кабрио версията поставя традицията кабриолетите на Астон Мартин да се наричат Воланте. Това е първият произведен в Европа кабриолет с електрически задвижван покрив. DB6 е най-продаваният Астон Мартин от линията DB4, DB5, DB6 – 1750 бройки за периода 1965 – 1970 г.

#### Краят на ерата Браун
Предназначеният за наследник на DB6 – DBS, всъщност се продава едновременно с него в продължение на три години. Дизайнът на модела, дело на Уилям Таунс, скъсва с „италианската визия“. Идеята зад този по-голям модел е желанието на много клиенти да има модел на Астон Мартин с осемцилиндров двигател. През 1967 г. конструкцията на автомобила е готова за разлика от V8 агрегата. Поради тази причина в първите две години DBS се предлага с шестцилиндровия четирилитров двигател от DB6. DBS също участва във филм за Джеймс Бонд – В тайните служби на Нейно Величество (1969). След като през 1969 г. Тадек Марек завършва работата по двигателя и от тази година моделите, задвижвани от 5.3-литровия V8 се наричат DBS V8. Шестцилиндровият двигател се монтира до 1972 г. и от 1973 г. Астон Мартин DBS V8 вече се нарича само Астон Мартин V8. Междувременно Астон Мартин изпада във финансова криза. Бизнесът с трактори на Дейвид Браун, благодарение на който той издържа Астон Мартин, започва да носи все по-малко печалби. Въпреки годишния оборот от 3,2 милиона паунда, Астон Мартин Лагонда регистрира загуби в размер на 1,2 милиона. През 1972 г. Браун е принуден да продаде фирмата на бирмингамския консорциум Къмпани Дивелъпментс за нищожните 100 паунда.

### Турболентни години

#### Къмпани дивелъпмент
Следват петнайсетина години, изпълнени със смяна на собствениците, затъване в кризата и измъкване оттам. След продажбата през 1972 г. начело на Астон Мартин застава експерт-счетоводителя Уилям Уилсън, а Дейвид Браун остава в управата. На пазара са пуснати модифицирани и подобрени версии на DBS V8 – споменатият вече V8, но това са все разработки, започнали по времето на Браун. Най-голямото нововъведение в този период е замяната на проблематичния механичен инжекцион на Бош във V8 двигателя с карбуратор тип Вебер през 1973 г. – надеждността и издръжливостта на моделите се покачва, а разходът на гориво спада. Това обаче не може да измъкне от незавидното положение. След Войната от Йом Кипур цените на петрола скачат, което води до икономическа криза не само във Великобритания. Там бензинът започва да се предлага срещу купони, а колите Астон Мартин освен че са скъпи за покупка и поддръжка вече се смятат за антисоциални заради високия разход на гориво. Проблеми идват и от пазара в САЩ, където V8 двигателят все още не покрива изискванията за нивото на вредните емисии. В края на 1974 г. е назначен администратор при фалит.

#### Питър Спрейг и Джордж Миндън
Ентусиастите от Aston Martin Owners Club подемат кампания за събиране на средства за възраждането на Астон Мартин. Спасението за Астон Мартин идва от Северна Америка – през август 1975 г. британецът Алан Къртис постига договорка с американеца Питър Спрейг и канадеца Джордж Миндън и те застават начело на компанията, а продукцията на автомобили се подновява. Първият нов модел под тяхно ръководство е Астон Мартин Лагонда. Това е футурустичен модел с клиновидна форма и множество нововъведения като LED контролни уреди, бутони и превключватели, реагиращи на допир, електрически седалки с опция за запаметяване на позицията и др. Автомобилът е представен през 1976 г., но заради проблеми с електрониката до 1978 г. са произведени едва 16 бройки, след това започва серийното производство, а чак през 1980 г. е достигнато планираното число от един ръчно изработен автомобил на седмица. Благодарение на многото предплащания още от 1976 г., финансовото състояние на Астон Мартин се стабилизира. Докато се произвежда, Астон Мартин Лагонда е един от най-скъпите автомобили в света – през 1978 г. цената е 33.000 паунда, две години по-късно тя скача до 50.000 паунда. Автомобилът се произвежда до 1990 г., а през 80-те години „Астон Мартин“ отпада от наименованието.
През 1977 г. се появява най-бързият автомобил за времето си, считан и за първия британски суперавтомобил – V8 Вантидж. Въпреки че дотогава Астон Мартин използва наименованието Вантидж за да обозначи по-мощните версии на моделите си, V8 Вантидж е самостоятелен модел, който само е базиран на V8. Година по-късно е представен и кабриолетът V8 Вантидж Воланте, който добива особена популярност в САЩ.
Голям интерес буди прототипът Булдог, който Астон Мартин показва през 1980 г. Той е произведен за да демонстрира възможностите на инженерите и дизайнерите на Астон Мартин, но по-късно доста сериозно се обмисля направата на лимитирана серия от 12 до 25 бройки, но дотам не се стига и единственият Булдог е продаден през 1981 г. на богаташ от Близкия изток за 130.000 паунда. Главен дизайнер е Уилям Таунс, който също така създава Астон Мартин Лагонда, откъдето заимства елементи от интериора. Булдог е единственият Астон Мартин със средно разположен двигател. Самият агрегат е туин-турбочарджвана модификация на 5.3-литровия V8 на Астон Мартин. Различни източници посочват мощност от 700 до 600 к.с. Максималната скорост е неизвестна, на тестове са достигнати 309 км/ч, според някои на теория са възможни и 381 км/ч.
Също през 1980 г. са лансирани планове на Астон Мартин да закупи MG, след което да я използва като дъщерна компания, която да произвежда по-малки спортни автомобили; тези планове обаче не се осъществяват.

### Виктор Гаунтлет
Когато продажбите на Астон Мартин падат до три бройки седмично, Къртис, Спрейг и Миндън са на прага да спрат производството и да се концентрират само над сервизна дейност и реставарация. През 1980 г. обаче Къртис се запознава с петролния магнат Виктор Гаунтлет. Чрез Пейс Питролиъм Гаунтлет купува дял от 10% от компанията. Тим Хиърли от CH Industries се сдобива със същия дял. През 1981 г. двете компании получават по 50% от Астон Мартин, а Гаунтлет е назначен за изпълнителен директор, както и за ръководител на отдела по продажбите. Същата година е основана дъщерната фирма Астон Мартин Тикфорд, която се занимава с проекто-конструкторска дейност и предлага услугите си и на външни компании. Нейно дело са турбозадвижваната версия Тикфорд на Форд Капри, MG Маестро Турбо, Форд Сиера RS500 Косуърт, кабрио версията на Ягуар XJS (преди Ягуар да започне серийното ѝ производство), а железопътният отдел на фирмата прави интериора на локомотиви и вагони. От своя страна, Пейс Питролиъм спонсорира различни автомобилни състезания, както и всички мероприятия на AMOC.
През 1982 г. продажбите на Астон Мартин падат до едва 30 автомобила – причина за това са както глобалната рецесия, така и старите модели на фирмата (базовият V8 е на 15 години). Средствата за финансиране на Астон Мартин не достигат и през 1983 г. Гаунтлет продава Пейс Петролиъм на Кувейт Петролиъм Организейшън. Компанията обаче се нуждае от още инвестиции и затова Гаунтлет решава да продаде своя дял на гръцкия корабен магнат Питър Ливанос, който инвестира чрез ALL Inc. в която участие имат и Ник и Джон Папаниколао. Гаунтлет остава председател на Астон Мартин Лагонда, от която ALL Inc. притежава 55%. Астон Мартин Тикфорд става собственост на ALL Inc. и CH Industries, които притежават равни дялове. По-късно ALL Inc. упражнява правото си да закупи по-голям дял от Астон Мартин Лагонда, а в замяна на своя дял там CH Industries се сдобива с пълна собственост над Астон Мартин Тикфорд и правото да работи над съществуващи проекти на Астон Мартин. През 1984 г. Папаниколао се оказват във финансови затруднения и бащата на Ливанос изкупува дяловете им в ALL Inc., а Гаунтлет отново става акционер с 25% от Астон Мартин Лагонда. Същата година Астин Мартин продава десетхилядния автомобил в историята си.
Виктор Гаунтлет подновява две стратегически сътрудничества. Той купува дял от дизайнерското студио Загато и през 1986 г. е представен моделът Астон Мартин V8 Загато, модерна и по-ръбеста интерпретация на DB4 GT Загато с мощност 430 к.с. и макс. скорост 300 км/ч. Произведени са общо 89 бройки (52 купета и 37 кабриолета), като в началото цената на купетата е 87.000 паунда, но в края на 20 век такива модели се търгуват за около 450.000 паунда. През 1987 г. Астон Мартин се завръща в петнадесетия филм за Джеймс Бонд – Живи Светлини. За снимките Гаунтлет предоставя собствения си V8 Вантидж. Положението на Астон Мартин се стабилизира, но в дългосрочен план се нуждае от допълнителни средства. Затова през месец май 1987 г. Гаунтлет предлага на Уолтър Хейс, вицепрезидент на Форд Европа, да закупи дял от компанията. Хейс оценява потенциала на Астон Мартин и през септември сделката става факт, като Форд се сдобива със 75% от Астон Мартин. Гаунтлет остава на поста директор още две години.

### Под шапката на Форд

#### Нови финансови затруднения
През 1988 г. е представен първият нов Астън Мартин от 20 години насам – Вираж. На него се пада трудната задача да въведе компанията в 90-те години на 20 век. Въпреки високата цена от 135.000 паунда са заявени много поръчки. И при този модел продължава традицията да бъдат използвани части от други автомобили – фаровете са от Ауди 100, а задните светлини – от Фолксваген Широко. По-късно се появяват различни варианти на този модел като Воланте и Вантидж, а от 1996 г. базовият Вираж е с леко променен външен вид и по-добри технически характеристики и вече се нарича V8, като производството му продължава до 2000 г. През 1989 г. Астон Мартин се завръща със заводски отбор на състезателната писта. С болида AMR1 компанията участва в Уърлд Спортскар Чемпиъншип, където завършва на шесто място в крайното класиране, и на 24-те часа на Льо Ман. В края на сезона обаче, Протек, компанията с която Астън Мартин разработва този и следващите модели на болида, банкрутира. Астън Мартин също изпитва финансови трудности и отново напуска автомобилните спортове, като следващото завръщане е чак през 2005 г.
В началото на 90-те години, въпреки въвеждането на Воланте версията на Вираж, отново се наблюдава спад в продажбите на Астон Мартин заради рецесията в икономиката и компанията отново се озовава в несигурни времена – през 1992 г. са произведени едва 46 коли. Тогава се намесва специалното поделение на Астон Мартин Works Service, което под пълна секретност изработва специални модели по поръчка за богати клиенти от арабския свят – например тип шутинг брейк, четириврати автомобили и комби с 5 врати; говори се, че един от клиентите купил толкова много автомобили, че без тези приходи компанията не би могла да оцелее. Въпреки че някои от тези модели са обявени официално, никой извън Астон Мартин и купувачите не подозира, че те в действителност са произведени, чак до 1998 г., когато в автомобилно списание са показани тайно направени снимки в гараж някъде в югоизточна Азия. Цялата история с официални снимки за първи път е разказана в книга, отразяваща историята на Астон Мартин по времето на Форд от 2007 г. През 2008 г. Works Service прави уникална модификация на модела DB6, принадлежащ на Принц Чарлз, пригодявайки го да бъде задвижван от бяло вино вместо бензин.

#### Новата фирмена политика
През 1991 г. начело на Астон Мартин застава Уолтър Хейс. За изминалите 20 години всички автомобили на фирмата са скъпи големи и с осемцилиндрови двигататели и продажбите се определя от моментното състояние на икономиката. Ръководството осъзнава нуждата от по-малка, по-лека и по-евтина кола. През 1993 г. е обявен такъв модел, който по договорка с Дейвид Браун носи името DB7 и е първият с шестцилиндров двигател от две десетилетия насам. Любопитното при него е, че не е изцяло собствена разработка на Астон Мартин, а е базиран на прототип на Ягуар, по това време също дъщерна фирма на Форд, първоначално планиран да замени модела XJS. За ръководството на Форд обаче се оказва по-важно да бъде лансиран нов модел на Астон Мартин, а освен това цената на колата би била значително по-висока в сравнение с другите Ягуари, докато за Астон Мартин тя би била нормална. От Ягуер е наследена и стоманената конструкция, докато при останалите модели на Астон Мартин тя е от алуминий. Дизайнерът Иън Калъм префасонира прототипа така, че да изглежда като типичен Астон Мартин. За производството на DB7 Форд предоставя завода си в Блоксъм, графство Оксфордшър, където преди е сглобяван XJ220. Топверсията на DB7 е V12 Вантидж с дванадесетцилиндров двигател. В периода 1994 – 2003 г. са произведени над 7000 екземпляра, включително V12 Вантидж, Воланте и лимитирани версии, което прави DB7 най-продаваният модел на Астон Мартин в историята на компанията дотогава.
Моделът DB AR1 (от American Roadster, американски роудстър) е уникален в няколко отношения. Той е произведен в едва 99 екземпляра (по-късно е направен един допълнителен за музея на Астон Мартин) и е предназначен само за американския пазар и по-специално само за щатите Калифорния и Флорида (въпреки това осем автомобила са доставени на купувачи в континентална Европа). Другото, което прави този модел специален е липсата дори на сгъваем покрив, поради което той не носи наименованието Воланте. DB AR1 е базиран на DB7 Вантидж Воланте, а дизайнът е дело на Загато. Външно автомобилът не се отличава от закрития DB7 Вантидж Загато, но всъщност шасито на DB AR1 е със стандартна дълъжина, за разлика от скъсеното DB7 Вантидж Загато, и по този начин е са избегнати скъпи краш-тестове в съответствие с американските изисквания за сигурност.
Наследникът на моделите от гамата на Вираж е Ванкуиш. Той разполага с 5.9-литров дванадесетцилиндров двигател с 460 к.с. и максимална скорост 315 км/ч, а топмодификацията Ванкуиш S има 521 к.с. и макс. скорост 328 км/ч. Моделът е базиран на прототипа Project Vantige от 1998 г., който е приет с възторг от критици и фенове на марката. Първи снимки са представени през октомври 2000 г., но на живо колата е показана чак през март 2001 г., защото поелият през лятото поста на главен изпълнителен директор Улрих Бец е недоволен от някои детайли, като например отворите за вентилация, взети от Форд Ка, най-евтиния модел в гамата на Форд. Въпреки цената от 158.000 паунда, интересът към автомобила по-голям от този към който и да друг на марката и за кратко време след представянето списъкът с поръчките е запълнен за три години напред. Предвидената продукция от 300 бройки на година е увеличена на 500. Модел на Астон Мартин отново попада в ръцете на Джеймс Бонд във филма Не умирай днес (2002), като любопитна част от сделката между Форд, EON productions и Метро Голдуин Майер е, че Форд осигурява колите за филма (седем Ванкуиша, Ягуар XK8, Форд Тъндърбърд, Рейндж Роувъри и други Ягуари), но в замяна не получава пари, а само реклама на продуктите си. В началото на 2008 г. Астон Мартин Ванкуиш е обявен за третата най-добра кола от филм след Мини Купърите от оригиналния филм Италианската афера и KITT от сериала Нощен ездач.

#### Растеж на продажбите
През 2003 г. е открит нов завод на Астон Мартин в Гейдън. Това е първата специално построена фабрика на компанията в цялата ѝ история, като преди това тя е използвала вече съществуващи помещения и съоръжения. В нея започва да се произвежда DB9. Има две теории защо наследникът на DB7 не се казва DB8 – според едната това е заради дванадесетцилиндровия двигател, който може да бъде помислен за осем-цилиндров заради числото 8, а според другата DB9 е голяма крачка напред в сравнение с DB7, на което набляга прескачането на осмицата. За този автомобил е изработена изцяло нова алуминиева платформа. Тя има уникални заварки и занитвания и позволява лесно да бъде преработена в различни дължини за различните модели на Астон Мартин.
Също през 2003 г. е представен прототипът AMV8 Вантидж, на чиято база без много промени през 2005 г. е показан двуместният Астон Мартин V8 Вантидж, който влиза в серийно производство през 2006 г. Потенциални купувачи започват да правят поръчки през 2002 г., още преди да бъде официално представен прототипът, което води до дълги списъци с чакащи. Замислен като директен конкурент на Порше 911, цената на този по-малък Астон Мартин се очаква да бъде 60.000 паунда, но впоследствие се оказва, че тя е с около 20.000 паунда по-висока. Компанията отново се връща към V8 двигателя, но този път той не е най-мощният в гамата, а маркира долната граница. 4.3-литровият агрегат е монтиран зад предната ос, което позволява равно разпределение на теглото в предната и задната част на автомобила. V8 Вантидж използва същата т.нар. VH платформа като DB9; всъщност тя дебютира в прототипа AMV8 Вантидж. През 2008 г. от фабриката излиза десетхилядният V8 Вантидж, модел, който наследява DB7 в класацията за най-продаван Астън Мартин. Модифицирана версия с дванадесетцилиндров двигател от състезателния автомобил DBRS9, наречена V12 Вантидж е запланувана за средата на 2009 г., като от нея ще бъдат произведени 1000 екземпляра.

#### Продажба на марката
В средата на 2006 г. Форд решава да продаде част от поделението си за луксозни Premier Automotive Group, към което освен Астон Мартин принадлежат и Волво, Ягуар, Роувър, Ленд Роувър и Линкълн. Причина за това е тежкото финансово положение, в което се намира Форд – разходите за здравеопазване и пенсионно осигуряване на служителите на концерна в САЩ и сравнително слабият интерес на потребителите към нови модели водят до растящи загуби и незадоволителни продажби, като за първото полугодие общата загуба е 1,3 млрд. долара, а през юли Тойота за първи път в историята изпреварва Форд по продажби на американския пазар. Решението да се продаде изцяло марката Астън Мартин или части от нея е логично, защото тя е на печалба, а освен това е най-слабо интегрираната в структурата на PAG – дилърската мрежа, дизайнът и производствената база силно я отличават от останалите автомобили на Ford. На 12 март 2007 г. продажбата става факт, а новият собственик е консорциум, съставен от Дейвид Ричардс, председател на Продрайв, Джон Сайндърс, колекционер на автомобили от марката, и две кувейтски инвестиционни компании – Инвестмънт Дар и Адийм Инвестмънт. Сделката е оценена на 479 милиона паунда (924 милиона щатски долара), като Форд запазва дял в размер на 77 милиона долара.

### Нова ера
На 19 юли 2007 г. от фабриката в Нюпорт Панел излиза последният Астън Мартин, произведен там – последният от лимитираната версия Ванкуиш S Ултимейт Едишън. В този завод от края на 50-те години до затварянето му са сглобени над 13.000 автомобила. Производството на настоящите модели се прехвърля изцяло в Гейдън, а старите помещения остават собственост на компанията и се използват за реставрация и ремонт на автомобили. Отворени са нови представителства в Европа, а с двата шоурума в Пекин и Шанхай марката за първи път стъпва официално в Китай. Астон Мартин има 120 представителства в 28 държави по света.
Във филма за Джеймс Бонд от 2006 г. Казино Роял широката общественост за първи път вижда модела Астон Мартин DBS V12 (това е официалното название, за да не се бърка с модела DBS от 60-те години, но модерният модел често се нарича и само DBS). През септември 2007 г. автомобилът вече е на пазара, а през 2008 г. отново е в ръцете на Агент 007 във филма Спектър на утехата. На външен вид DBS V12 прилича на специално издание на DB9 с агресивен бодикит и увеличена мощност. От Астън Мартин обаче твърдят, че най-малкото като характер това е съвсем различен автомобил – докато DB9 е по-изискан и по-елегантен, DBS е по-спортен. За първи път в шосеен модел на компанията се монтират керамични спирачки. Друго новост е използването на карбонови влакна вместо алуминий за направата на капаците на двигателя и багажника, предните спойлери и др. Двигателят е същият като на DB9, но е с повишена степен на сгъстяване, което осигурява 45 к.с. повече. Сътрудничеството между Астон Мартин и швейцарският производител на часовници Jaeger-LeCoultre води до направата на часовник от 18 каратово розово злато, посредством който собственикът на DBS може да отключва и заключва колата си. На изложението в Женева през 2009 г. е представена и кабрио версията DBS Воланте.
В средата на 2009 г. Астон Мартин обявява, че първите доставки на четиривратия модел Рапид ще бъдат осъществени в началото на 2010 г. Автомобилът произлиза от едноименния прототип, представен за първи път на изложението в Детройт през 2006 г. На външен вид прилича на DB9, но междуосието е увеличено с 30 см, за да има място за още две врати и втори ред пълноразмерни седалки. Рапид ще се произвежда в завода на Магна Щейр в Грац, Австрия. Моделът е предвиден като конкурент на Мазерати Куатропорте, Мерцедес-Бенц CLS, Ауди А7, Порше Панамера и бъдещият модел Ламборгини Есток. Предвижда се годишното производство да достига 2000 бройки.
На изложението в Париж през 2008 г. за първи път се появява прототипът One-77, който обаче почти изцяло е покрит от платнище. Официалният дебют е на изложението в Женева през 2009 г., а първата напълно функционална версия е представена в края на април 2009 г. на конкурса Конкорсо д'Елеганца Вила д'Есте край езерото Комо в Италия, където печели наградата за дизайн в категорията за концептуални автомобили и прототипи, събирайки 1/3 от гласовете на посетителите. Доставките ще започнат през месец октомври 2010 г., като ще бъдат произведени само 77 екземпляра.
Шасито на One-77 представлява ултралек монокок от въглеродни влакна, а каросерията е от алуминий. Автомобилът е задвижван от преработен V12 двигател, използван в DB9, DBS и V12 Вантидж, като обемът му е увеличен от 6 на 7.3 литра, а мощността му надвишава 700 к.с. Цената още не е оповестена, като според различни източници варира от 1,05 до 1,2 милиона паунда.
През юни 2009 г. е обявено сътрудничеството между Астън Мартин и Тойота. Британците ще произвеждат малолитражен автомобил, който ще заимства части от Тойота iQ – платформа, купе, окачване, двигател и скоростна кутия. Моделът се нарича Сайнет и първо ще се предлага на клиенти, вече имащи поне един автомобил на марката, като идеята е това да е тяхната градска кола.

## Астон Мартин в автомобилните спортове

### Формула 1
През 1959 и 1960 г. болиди на Астон Мартин се състезават във Формула 1 за отбора на Дейвид Браун Корпорейшън. През април 1959 г. дебютира моделът DBR4, разработван в продължение на четири години. Месец по-късно два болида, пилотирани от Рой Салвадори и Карол Шелби, печелят второ и шесто място и подобряват рекорда за най-бърза обиколка на Интернешънал Трофи на пистата Силвърстоун, състезание, което не е част от официалния календар. Тези сравнително добри резултати обаче не могат да бъдат пренесени и на състезанията от официалния календар на Формула 1. DBR4 е с предно разположен двигател, а конкурентите вече имат предимството на задно разположения, освен това дългият период на разработка води до това, че използваните технологии вече не са върха на техническите постижения в автомобилния спорт. При официалния дебют във формулата на Гран При на Холандия двата болида на Астон Мартин отпадат още в началните обиколки заради повреда в двигателя. Отборът участва на още три състезания през сезона, като Салвадори записва две шести места, а Шелби – осмо. Така сезонът завършва без спечелена точка. За следващия сезон DBR4 е преработен и така се появява по-малкият и по-лек DBR5. Тъй като този болид още не е готов, на Интернешънал Трофи и Гран При на Холандия отново е използван DBR4, но без успех – десето място и отпадане в Англия и неявяване на старта в Холандия, породен от спор за стартовата такса. DBR5 е само на едно състезание (Гран При на Великобритания 11 място и отпадане), преди да се стигне до извода, че бъдещето принадлежи на болидите със задно разположен двигател. Астон Мартин се оттегля от състезанията, а двата DBR5 са дадени за скрап през 1961 г. Един от четирите DBR4 (от тях до днес са запазени три) е изпратен в Австралия, където 2.5-литровият двигател е заменен от трилитров (затова този болид е известен като DBR4/300). Лекс Дейвъсън и Биб Стилуел се състезават с него в австралийски и новозеландски надпревари с болиди.
През 2009 г. Продрайв на Дейвид Ричардс подава документи за участие през сезон 2010. Предвидено е отборът да получава техническа помощ и двигатели от Макларън Мерцедес, като през 2010 г. той ще се казва Продрайв F1, а от 2012 г. ще се състезава под името Астън Мартин. Счита се, че различните наименования са продиктувани от клауза в договора между Ричардс и Форд, според която за определен период от време той няма право публично да използва „Астон Мартин“. Самият Ричардс има опит във Формула 1 като технически директор на Бенетон в периода 1997 – 1998 г. и шеф на БАР в периода 2001 – 2004 г. Продрайв F1 обаче не е сред трите одобрени от ФИА отбори.

#### Статистика във Формула 1
| 1959                                                                                 | Отбор                    | Пилоти    | ГЛВ | 200 | ИНТ | МОН | ИНД | ХОЛ | ФРА | ВЕЛ | ГЕР | ПОР | ИТА | ИГК | ССТ | САЩ |     |     |     | Т. |
| 1959                                                                                 | Дейвид Браун Корпорейшън | Салвадори |     |     | 2   |     |     | отп |     | 6   |     | 6   | отп |     |     |     |     |     |     | 0  |
| 1959                                                                                 | Дейвид Браун Корпорейшън | Шелби     |     |     | 6   |     |     | отп |     | отп |     | 8   | 10  |     |     |     |     |     |     | 0  |
| 1960                                                                                 | Отбор                    | Пилоти    | ЮАР | СБА | АРЖ | ГЛВ | ИНТ | МОН | ИНД | ХОЛ | БЕЛ | ФРА | ВЕЛ | ССТ | ПОР | ИТА | ЛОМ | ИГК | САЩ | Т. |
| 1960                                                                                 | Дейвид Браун Корпорейшън | Салвадори |     |     |     |     | отп |     |     | дис |     |     | отп |     |     |     |     |     |     | 0  |
| 1960                                                                                 | Дейвид Браун Корпорейшън | Трентинян |     |     |     |     | 10  |     |     |     |     |     | 11  |     |     |     |     |     |     | 0  |
| С удебелен шрифт са състезанията от официалния календар, с наклонен – неофициалните. |                          |           |     |     |     |     |     |     |     |     |     |     |     |     |     |     |     |     |     |    |

## Астон Мартин в киното
Различни модели на Астон Мартин участват в кинофилми и сериали:
- 1,5 Литра: Джийвс и Устър (1990 – 1993)
- 2 Литра: Monte Carlo or Bust! (1969)
- DB2: The Fast and the Furious (1955)
- DB3S: Checkpoint (1956), School for Scoundrels (1960)
- DBR1: The Green Helmet (1961)
- DBR2: Roadracers (1959)
- DB2/4: Douglas Fairbanks, Jr., Presents (1953 – 1957), Checkpoint (1956), Danger Man (1960 – 1961), Светецът (1962 – 1969), Птиците (1963), The Wrong Arm of the Law (1963)
- DB Mk III: Oh Heavenly Dog (1980)
- DB4: Doctor in Love (1960), Отмъстителите (1961 – 1969), Phaedra (1962), Adieu Philippine (1962), Светецът (1962 – 1969), Gideon's Way (1964), That Riviera Touch (1966), Италианска афера (1969), The Persuaders! (1971 – 1972), Wonder Woman (1975 – 1979), Треска в събота вечер (1977), Minder (1979), Убийство по сценарий (1984 – 1996), Withnail & I (1987), How to Get Ahead in Advertising (1989), Janis et John (2003), Животът и смъртта на Питър Селърс (2004)
- DB4 GT: The Wrong Arm of the Law (1963), The Young Racers (1963)
- DB4 GT Загато: The Sweeney (1975 – 1978)
- DP215: Един мъж и една жена (1966)
- DB5: Светецът (1962 – 1969), Голдфингър (1964), Тъндърбол (1965), Kaleidoscope (1966), Doctor in Clover (1966), Мисия невъзможна (1966 – 1973), Давай, докторе (1967), Man in a Suitcase (1967 – 1968), The Cannonball Run (1981), Златното око (1997), Винаги ще има утре (1997), RPM (1998), Шеметни години (1998 – 2006), Един свят не стига (1999), Хвани ме, ако можеш (2002), Луда надпревара (2002 – 2003), Ангелите на Чарли 2 (2003), Double zéro (2004), Казино Роял (2006)
- DB6: Дневна красавица (1967), Свръхбагаж (1997), Убийства в Мидсъмър (1997 –), Den tatuerade änkan (1998), Знаменитост (1998), Гангстер номер едно (2000), Camping (2006), Дяволски телефон (2007), Рок радио (2009)
- DB6 Воланте: Man in a Suitcase (1967 – 1968), Кукла на верига (1971), The Sweeney (1975 – 1978)
- DBS: Отмъстителите (1961 – 1969), Булит (1968), В тайна служба на Нейно Величество (1969), Шоуто на Бени Хил (1969 – 1989), Диамантите са вечни (1971), The Persuaders! (1971 – 1972), Mission: Monte Carlo (1974), Новите отмъстители (1976 – 1977), Остин Пауърс (1997)
- V8: Живите светлини (1987), Max et Jeremy (1992)
- V8 Воланте: The Fall Guy (1981 – 1986), Knight Rider (1982 – 1986), The Big Chill (1983), Жената в червено (1984), Маями Вайс (1984 – 1989), Прелата на Нил (1985), Милионите на Брустър (1985)
- V8 Вантидж: Инспектор Морс (1987 – 2000), Archer (2009)
- V8 Вантидж Воланте: Живите светлини (1987), Desperate Hours (1990), 3 zéros (2002)
- V8 Загато: The Tall Guy (1989), Minnâ-yatteruka (1995)
- Вираж: The Young Americans (1993)
- DB7: En plein coeur (1998), Х-мен (2000), Паприка (2006)
- DB7 Вантидж: Смолвил (2001 – 2010), Джони Инглиш (2002), xXx: State of the Union (2005), Гол 2 (2007)
- DB7 Вантидж Воланте: Les bleus (2006 – 2010)
- DB7 Воланте: Ромео трябва да умре (2000), Изходни рани (2001), Смешно отделение (2001 – 2010), Италианска афера (2003), Х-Мен 2 (2003), The Librarians (2003), Бели мадами (2004), Стажантът (2005 – 2010)
- V12 Ванкуиш: Кобра 11 (1996 –), Лара Крофт: Томб Рейдър (2001), Не умирай днес (2002), От местопрестъплението: Маями (2002 –), Италианска афера (2003), Лас Вегас (2003 – 2008), Наказателят (2004), От местопрестъплението: Ню Йорк (2004 –)
- V12 Ванкуиш S: Аз, ти и Дюпри (2006),
- DB9: Фантастичната четворка (2005), Гол! (2005), Ça se soigne? (2008)
- DB9 Воланте: Наричана още (2001 – 2006), Лас Вегас (2003 – 2008), Отчаяни съпруги (2004 –), Антураж (2004 –), Грозната Бети (2006 – 2010), Гол 2 (2007), Извън играта (2007 –), Кашмирена мафия (2008)
- DB AR1: Безследно изчезнали (2002 – 2009), Ориндж Каунти (2003 – 2007), Лас Вегас (2003 – 2008), Бандата на Оушън 2 (2004), Вероника Марс (2004 – 2007)
- V8 Вантидж: Кобра 11 (1996 –), Прокурорът (2006 – 2008), Извън играта (2007 –), Occupation (2009)
- V8 Вантидж Роудстър: Стажантът (2005 – 2010), До живот (2007 – 2009), Чък (2007 –), Жените (2008), Le siffleur (2009), Мелроуз Плейс (2009 –)
- DBS V12: Казино Роял (2006), Спектър на утехата (2008)

## Известни бивши и настоящи собственици на автомобили Астон Мартин
- Бен Афлек, актьор – DB7[60]
- Боби Давро, британски актьор – DB7[61]
- Дейвид Бекъм, футболист – DB7[61]
- Джей Кей, фронтмен на Джамирокуай – DB5[62]
- Джей Лено, телевизионен водещ – DBS (2009)[63]
- Диего, футболист – DBS[64]
- Йън Райт, футболист – DB7[61]
- Ленъкс Люис, боксьор – Вираж[65]
- Майкъл Карик, футболист – DB9[66]
- Мориси, британски певец – V8 Вантидж[67]
- Найджъл де Йонг, футболист – DB9[68]
- Питър Крауч, футболист – DB9[69]
- Пиърс Броснан, актьор – V12 Ванкуиш[67]
- Рио Фърдинанд, футболист – V8 Вантидж Воланте (1986)[70]
- Роуън Аткинсън, актьор – притежава различни модели, сред които DB7,[61] V8 Загато[71]
- Стивън Джерард, футболист – DB7 Ванкуиш[72]
- Стивън Спилбърг, режисьор – DB5[73]
- Франк Лампард, футболист – DB9[74]
- Хю Грант, актьор – V12 Ванкуиш[67]
- Чарлз, Принц на Уелс – притежава различни модели,[67] сред които DB6 Воланте[35] и V8 Вантидж Воланте[35]